# Fabio Canal

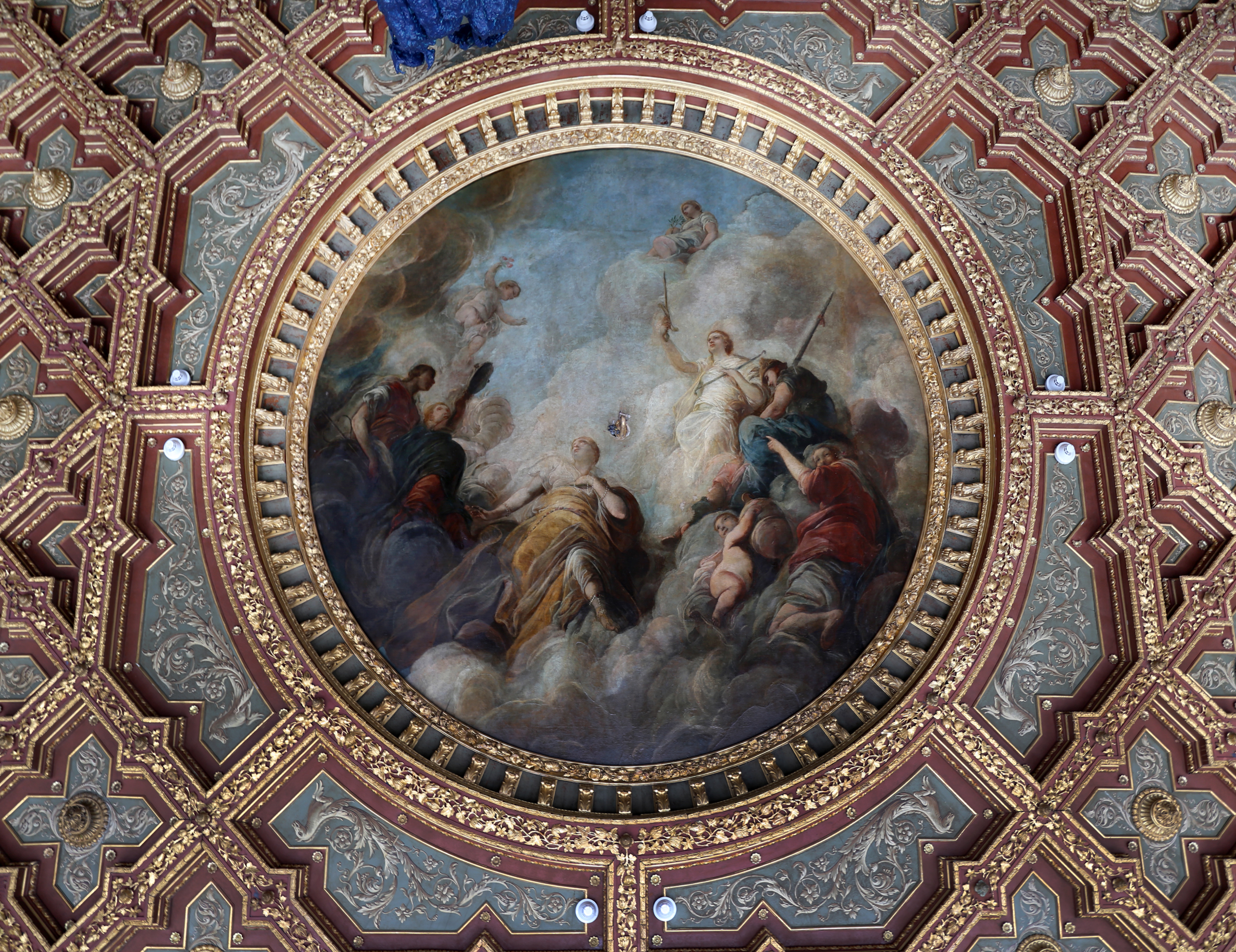
Intérieur du Palazzo Grassi (Venise).

Fabio Canal ou Canale (1703 - 5 septembre 1767) est un peintre italien de la fin de la période baroque, actif principalement dans la représentation de sujets historiques et sacrés dans sa Venise natale.

## Biographie
Fabio Canal était un disciple de Giambattista Tiepolo. Parmi ses œuvres figurent la fresque du plafond de la nef  représentant La Communion des Apôtres et le Triomphe de l'Eucharistie dans l'église Santi Apostoli à Venise avec une quadratura de Pietro Gaspari (1744), et des peintures dans l'église San Giovanni Nuovo et l'église San Martino de Castello à Venise.
Il a également peint un plafond de salon avec la Gloire de la famille Mussato dans le Palazzo Mussato, à Padoue et les Césars de la Villa Pisani à Stra avec Jacopo Guarana.
Son portrait, ainsi que celui de nombreux artistes de son temps, a été gravé par Alessandro Longhi. 
Il est membre fondateur de l'Académie des beaux-arts de Venise, rejoignant la fraglia ou guilde des peintres en 1740.
Son fils et premier élève, Giovanni Battista Canal (1745-1825), est connu pour sa célérité dans la peinture à fresque.